# Anthomyia neoliturata
Anthomyia neoliturata är en tvåvingeart som beskrevs av Griffiths 2001. Anthomyia neoliturata ingår i släktet Anthomyia och familjen blomsterflugor.
Artens utbredningsområde är Minnesota. Inga underarter finns listade i Catalogue of Life.